# These Boots Are Made for Walkin'
Singles de Nancy Sinatra
So Long, Babe
(1965) How Does That Grab You, Darlin'?
(1966)
Pistes de Boots (en)
It Ain't Me Babe In My Room
These Boots Are Made for Walkin' (en français Ces bottes sont faites pour marcher) est une chanson pop écrite par Lee Hazlewood et interprétée par Nancy Sinatra, sortie en décembre 1965 en tant que deuxième extrait de son premier album studio Boots, paru en mars 1966. Le single s'est classé en première position des charts aux États-Unis et au Royaume-Uni.
La chanson parle d'une jeune fille qui refuse les avances d'un homme et le menace de le piétiner avec ses bottes. Bien qu'il la destinât à lui-même, Lee Hazlewood a été convaincu par Nancy Sinatra qu'il valait mieux qu'elle l'interprète. Reprise dans les médias à de nombreuses reprises, elle a beaucoup été associée à la guerre du Viêt Nam, notamment dans Full Metal Jacket de Stanley Kubrick.
Par la suite, de nombreuses reprises de la chanson ont été interprétées dans une large variété de styles : metal, pop, rock, punk rock, country, dance et industriel. Jessica Simpson s'est classé quatorzième des charts en 2005 avec sa version pour le film Shérif, fais-moi peur. La version de Geri Halliwell a été incluse dans le film d'animation Les Razmoket à Paris, le film en 2000. Jewel a également sorti sa propre version de la chanson.

## Histoire
Nancy Sinatra a été encouragée par Lee Hazlewood à chanter la chanson comme si elle avait seize ans et refusait les avances d'un quadragénaire. L'enregistrement de Nancy Sinatra a été réalisé avec les musiciens de studio de Los Angeles connu sous le nom de The Wrecking Crew. Cette version compte Hal Blaine à la batterie, Al Casey, Tommy Tedesco, Billy Strange et Mike Deasy aux guitares, Ollie Mitchell, Roy Caton et Lew McCreary aux trompettes, Carol Kaye à la guitare basse et Chuck Berghofer à la contrebasse donnant le son de basse principal.
Lee Hazlewood avait à l'origine écrit cette chanson pour lui mais Nancy Sinatra l'a convaincu qu'elle devait la chanter.
« Lee a écrit These Boots Are Made for Walkin' pour lui. Mais je lui ai dit, "C'est mieux pour une fille de la chanter, parce que quand tu la chantes, cela semble vicieux. Quand je la chanterai, elle sera sexy et mignonne,." »
— Nancy Sinatra
Par la suite, Nancy Sinatra a regretté la chanson. Elle a dit en 1971 : « Boots donne une fausse image de moi. Boots était dure et je suis douce comme un agneau. »

## Sortie
These Boots Are Made for Walkin' est le deuxième single du premier album de Nancy Sinatra intitulé Boots sorti juste après So Long, Babe, qui a eu un léger succès. Le single est devenu un succès dès sa sortie. Fin février 1966, la chanson se classe en première position du Billboard Hot 100 aux États-Unis et dans plusieurs autres pays.
Nancy Sinatra a enregistré un clip pour la chanson en 1966, produit par Color-Sonics et diffusé sur les juke-box vidéos Scopitone. En 1986, pour célébrer le vingtième anniversaire de la chanson, VH1 a diffusé ce clip vidéo.

## Réception et récompenses
En 2006, Pitchfork a choisi These Boots Are Made for Walkin' comme 114e meilleure chanson des années 1960. Le critique Tom Breihan décrit la chanson comme « peut-être la plus belle et garce rupture de l'histoire de la pop. »
Nancy Sinatra a révélé avoir eu « le cœur brisé » car la chanson n'a jamais gagné un Grammy Award.

## Utilisation dans les médias

### Guerre du Viêt Nam
La chanson a de nombreuses fois été associée à la guerre du Viêt Nam. Durant la période 1966-1977, certains reportages sur la guerre au Viêt Nam pour les journaux télévisés ont utilisé la chanson comme bande sonore, notamment lors de séquences consacrées à l'infanterie américaine. Un peu plus tard, pendant la même période, Nancy Sinatra s'est rendue au Sud-Viêt Nam pour chanter These Boots… à l'armée américaine. De plus, la chanson a été utilisée dans le film Full Metal Jacket de Stanley Kubrick, sorti en 1987. Nancy Sinatra l'a également chantée dans un épisode de la série China Beach à la fin des années 1980. En 2005, le groupe Paul Revere & The Raiders a enregistré une version remaniée de la chanson, utilisant la piste vocale de la version de Nancy Sinatra. Elle est sortie sur l'album Ride to the Wall, Vol. 2, dont les fonds ont été reversés aux vétérans du Viêt Nam.
Il existe plusieurs interprétations du rôle que jouait la chanson en tant que fond sonore. Dans Power misses: essays across (un)popular culture, David E. James note qu'elle faisait ainsi référence au film de propagande anti-guerre Time of the Locust, qui la faisait entendre dans le même genre de scènes, et démontre le cynisme de Stanley Kubrick. Dans The wolf at the door: Stanley Kubrick, history, & the Holocaust, Geoffrey Cocks soutient que la chanson a « une signification d'agression et d'abandon associé au camp de la Marine et le monde dangereux du sexe et du crime au Viêt Nam. »,. Dans une interview pour le magazine Rolling Stone, lorsque le journaliste s'étonne du choix de Stanley Kubrick pour cette chanson dans son film, ce dernier répond :
«  La musique dépend vraiment de la scène. Nous avons regardé les listes du top 100 de Billboard pour chaque année entre 1962 et 1968. Nous cherchions du matériel intéressant qui allait bien avec la scène. Nous avons essayé beaucoup de chansons. Parfois, le côté dynamique de la chanson était trop fort et nous ne pouvions pas introduire de dialogues. La musique doit venir soutenir le dialogue à un certain point et si tout ce que vous entendez est la basse, ça ne marchera pas avec le contexte du film. Pourquoi ? Vous n'aimez pas These Boots Are Made for Walkin' ,? »
— Stanley Kubrick
Par ailleurs, la chanson a également été utilisée dans le film La section Anderson du caméraman de guerre français et vétéran de la guerre d'Indochine Pierre Schœndœrffer. Ce film suit la progression de 33 GI's américains de la section menés par le lieutenant Joseph B. Anderson jusqu'en octobre 1966 pendant la guerre du Vietnam.

### Au cinéma
Sauf indication contraire, les informations mentionnées dans cette section peuvent être confirmées par le générique de fin de l'œuvre audiovisuelle présentée ici, ainsi que par la base de données cinématographiques IMDb,  présente dans la section « Liens externes ».
These Boots Are Made for Walkin' a été utilisée dans divers films : Souvenirs d'un été (1995), La Tête dans le carton à chapeaux (1999), Les Razmoket à Paris, le film (2000), Le Mexicain (2001), Shérif, fais-moi peur (2005), . Dans le film Austin Powers sorti en 1997, elle est le thème joué lorsque les gynoïdes sont présentées. De même dans Shrek 2, lorsque le chat Potté postule devant le jury de la star de Fort Fort Lointain.
- 2014 : La French - bande originale du film.
- 2018 : Ocean's 8
- 2021 : Cruella

### À la télévision
- Goodyear a utilisé certaines parties de la chanson pour sa campagne publicitaire dans les années 1960 pour promouvoir les pneus wide boots. Nancy Sinatra a intenté un procès à Goodyear pour avoir utilisé la chanson, déclarant que cela violait ses droits, mais a perdu[16],[17].
- La chanson a longtemps servi de générique à la populaire émission japonaise Utaban.
- La chanson a été utilisée dans le 24e épisode de la 9e saison des Experts, Pour une poignée de jetons en 2009[10].
- Dans le 11e épisode de la 5e saison de Nip/Tuck, Le Virus de la célébrité en 2008[10].
- Dans le 4e épisode de la première saison de Earl, Morts vivants en 2005[10].
- Dans le premier épisode de la télésuite Blackpool en 2004[10].
- Dans le clip publicitaire du parfum La Petite Robe Noire du parfumier Guerlain, à partir de mars 2012.

### Dans la musique
These Boots Are Made for Walkin' est mentionnée dans la chanson Fools Gold/What the World Is Waiting For de The Stone Roses : « These boots were made for walking/The Marquis de Sade don't wear no boots like these » (« Ces bottes sont faites pour marcher/Le marquis de Sade ne porte pas de telles bottes »).

## Charts
| Chart (1965/66)                        | Meilleure position |
| -------------------------------------- | ------------------ |
| Charts australiens (Kent Music Report) | 1                  |
| Charts autrichiens                     | 1                  |
| Charts norvégiens                      | 2                  |
| Charts anglais                         | 1                  |
| US Billboard Hot 100                   | 1                  |
| Charts français                        | 13                 |

## Version de Megadeth
Pistes de Killing Is My Business... and Business Is Good!
The Skull Beneath the Skin Rattlehead
Megadeth a repris la chanson sur son album de 1985 Killing Is My Business... and Business Is Good!, elle est la quatrième piste sur la version originale et huitième sur la réédition de 2002. Cette version est plus une parodie qu'une reprise et comporte des paroles modifiées. Elle est intitulée These Boots.
Lorsque l'album a commencé à bien se vendre, Lee Hazlewood, a demandé le retrait de la chanson car il l'a jugée comme une « perversion de l'original ». Dave Mustaine a précisé qu'Hazlewood avait touché des années de royalties avant de se plaindre, mais a tout de même retiré la chanson. Une version censurée de la piste, sans les passages litigieux, est sortie sur l'édition deluxe de la réédition de 2002,.

## Version de Jessica Simpson
Singles de Jessica Simpson
What Christmas Means to Me
(2004) A Public Affair
(2006)
Jessica Simpson a enregistré sa propre version de These Boots Are Made for Walkin' pour la bande originale du film Shérif, fais-moi peur sorti en 2005. La reprise de Jessica Simpson a été coproduite par Jimmy Jam et Terry Lewis. Elle est sortie en tant que premier single de la bande originale le 26 mai 2005 aux États-Unis. Celui-ci est devenu le cinquième single de Jessica Simpson à entrer dans le top 20 aux États-Unis. Le clip vidéo tourné pour le single a suscité une controverse en raison des scènes sexuelles qui y sont présentes,.
La chanson a été classée 90e sur la liste d'ARIA Charts des meilleurs singles de tous les temps.

### Historique et sortie
La version de Jessica Simpson est interprétée du point de vue de son personnage dans le film Shérif, fais-moi peur, Daisy Duke, et comporte des différences majeures avec l'œuvre originale. Les paroles ont presque complètement été modifiées car Jessica Simpson sentait qu'elles ne correspondaient pas exactement aux émotions qu'elle voulait faire ressortir pour le film. Dans la version originale, Nancy Sinatra avait affaire à un petit ami volage, alors que la version de Jessica Simpson explore la personnalité et les expériences de Daisy Duke. Elle a réécrit la majorité des paroles elle-même, bien que certaines des paroles originelles aient été conservées telles que « You keep saying you got something for me... » et « Are you ready, boots? Start walkin' ».
Jessica Simpson a également ajouté de la musique à sa nouvelle version en ajoutant un pont. De plus, elle a ajouté des phrases parlées après le pont. À cause des droits de composition, Jessica Simpson n'a pas été créditée pour ses ajouts. Les producteurs Jimmy Jam et Terry Lewis ont donné à la chanson une sonorité un peu country à cause du film, mais aussi hip-hop. These Boots Are Made for Walkin' est la seconde chanson du groupe de producteurs à contenir des influences country avec la chanson de Janet Jackson Someone to Call My Lover.
Dans une interview avec GAC Nights, Jessica a déclaré que son label ne voulait pas promouvoir la chanson en raison de son influence country, même si la chanson est plus pop que country. Elle a dit qu'elle avait annoncé au label : « C'est une super chanson et Willie Nelson est dessus avec moi » et a ajouté que le label lui avait répondu que les radios pop n'en comprendraient pas l'importance.

### Performance dans les charts
These Boots Are Made for Walkin' a culminé à la quatorzième place dans le chart américain Billboard Hot 100 et fin 2005, la RIAA a certifié le single disque d'or pour un total de 500 000 téléchargements et plus. Les téléchargements numériques étaient élevés, mais la diffusion radiophonique plus faible. Elle est entrée dans le top 10 du Billboard Pop 100. C'est le premier single de Jessica Simpson à entrer dans ce chart. Le 11 décembre 2006 le single a été certifié double disque d'or par la RIAA à nouveau, mais cette fois par Epic Records. Au total, le single a généré plus d'un million de téléchargements.
Au niveau international, le single a également été un succès, atteignant le top 5 dans plusieurs pays européens. Il est devenu son plus grand succès en Australie, où il a atteint la deuxième place et est resté dans le top 40 pendant vingt-quatre semaines. En Irlande, la chanson est devenue un tube se classant aussi à la deuxième place. Elle est entrée dans le top 5 au Royaume-Uni, à la quatrième place et est à ce jour son single qui s'est classé le mieux dans le pays. Il a atteint le top 10 dans le chart European Hot 100 Singles, en Belgique et en Nouvelle-Zélande et le top 20 en Autriche, Suisse et Allemagne.

### Clip vidéo
Le clip, réalisé par Brett Ratner, a provoqué une controverse en raison des scènes sexuelles. L'affaire a été très médiatisée, avec le fait que Jessica Simpson a reconnu avoir eu recours au South Beach Diet, un régime à la mode. En raison de son contenu sexuel, le clip vidéo a été interdit dans tous les pays du Moyen-Orient et d'Afrique du Nord sauf pour l'Algérie, Israël, l'Irak, le Liban et la Turquie. En Malaisie, il fut finalement diffusé avec certaines scènes supprimées.

### Charts
| Chart (2005)                       | Meilleure position |
| ---------------------------------- | ------------------ |
| Charts australiens                 | 2                  |
| Charts autrichiens                 | 12                 |
| Charts belges (Flandres)           | 10                 |
| Charts belges (Wallonie)           | 14                 |
| Charts européens                   | 7                  |
| Charts hollandais                  | 12                 |
| Charts allemands                   | 17                 |
| Charts irlandais                   | 2                  |
| Charts mexicains                   | 20                 |
| Charts néo-zélandais               | 10                 |
| Charts suisses                     | 16                 |
| Charts anglais                     | 4                  |
| US Billboard Hot 100,              | 14                 |
| US Billboard Pop 100,              | 12                 |
| US Billboard Hot Dance Club Songs, | 35                 |
| US Billboard Top 40 Mainstream,    | 34                 |

| Chart (2005)                   | Position |
| ------------------------------ | -------- |
| Charts australiens             | 16       |
| Charts australiens (2006)      | 85       |
| Charts irlandais               | 85       |
| Charts anglais                 | 85       |
| US Billboard Hot Digital Songs | 60       |
| US Billboard Pop 100           | 99       |

| Pays       | Certification             | Ventes certifiées |
| ---------- | ------------------------- | ----------------- |
| Australie  | Platine                   | 70 000            |
| États-Unis | Or (Columbia) · Or (Epic) | 1 000 000         |

### Versions
1. These Boots Are Made For Walkin' (Soundtrack Version) 4:00
2. These Boots Are Made For Walkin' (Original Version) 4:12
3. These Boots Are Made For Walkin' (Radio Edit) 3:41
4. These Boots Are Made For Walkin' (Instrumental) 3:41
5. These Boots Are Made For Walkin' (Scott Storch Mix) 4:43
6. These Boots Are Made For Walkin' (E-Smoove Vocal Mix) 6:59
7. These Boots Are Made For Walkin' (Bimbo Jones Vocal Club Mix) 6:00
8. These Boots Are Made For Walkin' (Bimbo Jones Radio Edit) 3:14
9. These Boots Are Made For Walkin' (Bimbo Jones Dub) 6:03
10. These Boots Are Made For Walkin' (Ed n' Richie Club Mix) 5:16
11. These Boots Are Made For Walkin' (Gomi & Escape's Club Mix) 9:05
12. These Boots Are Made For Walkin' (Gomi & Escape Mix) 9:03
13. These Boots Are Made For Walkin' (Gomi & Escape's Dub) 6:13

## Version d'Operation Ivy
Le groupe hardcore ska-punk Operation Ivy a repris la chanson en la nommant One Of These Days sur leur unique album Energy. De style ska, la chanson est chantée par Jesse Michaels.

## Version de Dika Newlin
Dans le documentaire de 1995 Dika: Murder City, Dika Newlin, âgée de 74 ans, habillée de cuir et accompagnée par le groupe Apocowlypso, a interprété une version punk rock de la chanson lors d'un concert.

## Autres versions
| Année | Artiste                                                              | Album                                                                    | Description |
| ----- | -------------------------------------------------------------------- | ------------------------------------------------------------------------ | --- |
| 1966  | Lee Hazlewood                                                        |                                                                          | Version humoristique du compositeur interprète sur les sessions d'enregistrement de Nancy Sinatra et sur le succès international de la chanson |
| 1966  | The Artwoods                                                         | Jazz in Jeans                                                            | |
| 1966  | The Beau Brummels                                                    | Beau Brummels '66                                                        | |
| 1966  | The New Christy Minstrels                                            | New Kick!                                                                | |
| 1966  | Mrs. Miller                                                          | Mrs. Miller's Greatest Hits                                              | |
| 1966  | Jane Morgan                                                          | Fresh Flavor                                                             | |
| 1966  | The Supremes                                                         | The Supremes A' Go-Go                                                    | |
| 1966  | Ray Bryant                                                           | Lonesome Traveler                                                        | |
| 1966  | Eileen (chanteuse)                                                   |                                                                          | Version française intitulée Ces bottes sont faites pour marcher. Elle a servi de chanson pour la promotion de la quatrième saison de Gossip Girl en 2010/2011. La chanson apparaît également dans le film de Christophe Honoré Les Bien-aimés en 2011. Elle a également enregistré le titre en italien et en allemand. |
| 1966  | Yvonne Přenosilová                                                   |                                                                          | Version tchécoslovaque intitulée Boty proti lásce |
| 1967  | Loretta Lynn                                                         |                                                                          | Version country |
| 1967  | Annet Hesterman                                                      |                                                                          | Version néerlandaise |
| 1967  | Dalida                                                               | Piccolo ragazzo                                                          | Version italienne intitulée Stivaletti rossi |
| 1969  | Symarip                                                              | Skinhead Moonstomp                                                       | Version reggae skinhead |
| 1969  | Balsara & His Singing Sitars                                         | Greatest International Hits                                              | Version instrumentale à la sitar |
| 1974  | The Residents                                                        | Meet the Residents                                                       | Groupe de musique d'avant-garde |
| 1977  | Amanda Lear                                                          | I Am a Photograph                                                        | |
| 1978  | The Boys Next Door                                                   | Meet the Residents                                                       | Premier groupe de Nick Cave, version noise rock |
| 1979  | Beverly Johnson                                                      | Don't Lose The Feeling                                                   | |
| 1980  | The Fast                                                             | The Fast For Sale                                                        | L'un des premiers groupe de punk rock |
| 1980  | Marianne Asher                                                       |                                                                          | Version new wave |
| 1982  | Paula Yates                                                          | Music of Quality and Distinction Volume One                              | Album de la British Electric Foundation |
| 1984  | Adriano Celentano                                                    | I Miei Americani                                                         | Sous le titre Bisogna Far Qualcosa |
| 1984  | Government Issue                                                     | Joy Ride                                                                 | |
| 1984  | Shillelagh Sisters                                                   | Passion Fruit                                                            | En tant que face B sur ce single |
| 1986  | Man 2 Man feat. Jessica Williams                                     |                                                                          | Version Hi-NRG dance |
| 1988  | DC Lacroix                                                           | Livin' by the Sword                                                      | |
| 1989  | Kon Kan                                                              |                                                                          | Remix dance |
| 1989  | Crispin Glover                                                       | The Big Problem ≠ The Solution. The Solution = Let It Be                 | |
| 1991  | Anita Lane et Barry Adamson                                          |                                                                          | |
| 1991  | Jewel                                                                | Revolution in Heaven                                                     | |
| 1991  | Georgie Parker et l'orchestre Farmhouse de Channel 7 Australie       |                                                                          | Le single a atteint la 58e place dans les charts australiens |
| 1991  | 7 Seconds                                                            | 7 Seconds                                                                | Album sorti en 1983 intitulé United We Stand |
| 1992  | Billy Ray Cyrus                                                      | Some Gave All                                                            | Le single a atteint la 27e place dans les charts hollandais et 42e dans les charts néo-zélandais |
| 1993  | Lisa Germano                                                         | Happiness                                                                | Version reggae skinhead |
| 1993  | Shillelagh Sisters                                                   | Tyrannical Mex                                                           | |
| 1994  | La Toya Jackson                                                      | From Nashville to You                                                    | |
| 1994  | Sam Phillips                                                         | Bande originale du film Prêt-à-porter                                    | |
| 1995  | Boy George                                                           | Il Adore (single)                                                        | Utilisée dans Fargo en fond sonore radiophonique |
| 1997  | Candye Kane                                                          | Diva la Grande                                                           | |
| 1998  | Geri Halliwell                                                       | Bag It Up (single)                                                       | Utilisée dans le film Les Razmoket à Paris, le film |
| 1999  | Trish Murphy                                                         | Rubies on the Lawn                                                       | |
| 1999  | Amanda Lear                                                          | Amanda '98 - Follow Me Back in My Arms(Bang! mix)                        | |
| 1999  | Bad Manners                                                          | Rare & Fatty                                                             | Sous le titre Boots |
| 1999  | Delbert McClinton                                                    | The Crazy Cajun Recordings                                               | Album sorti en 1983 intitulé United We Stand |
| 2000  | Sarge (en)                                                           | Distant (en)                                                             | |
| 2001  | Eläkeläiset                                                          | Humppa!                                                                  | Sous le titre Astuva Humppa |
| 2001  | French Affair                                                        | Desire                                                                   | |
| 2001  | La Grande Sophie                                                     | Le porte-Bonheur                                                         | |
| 2001  | Popa Chubby feat. Galea                                              | Flashed Back                                                             | |
| 2002  | KMFDM                                                                | Boots                                                                    | Sous le titre Boots |
| 2002  | The Fixx                                                             | When Pigs Fly: Songs You Never Thought You'd Hear                        | |
| 2002  | Shillelagh Sisters                                                   | Sham’Rock & Roll                                                         | |
| 2003  | Star Academy 3 : Élodie Frégé, Marjorie & Morganne Matis             | Fait Sa Bamba                                                            | |
| 2003  | Bree Sharp                                                           | Bande originale du film 11:14                                            | |
| 2004  | Antonio Banderas en tant que Chat potté                              |                                                                          | Bonus sur le DVD de Shrek 2 |
| 2004  | David Hasselhoff                                                     | David Hasselhoff Sings America                                           | |
| 2004  | The Fog Band                                                         |                                                                          | Performances live |
| 2005  | Notre Dame                                                           |                                                                          | En live |
| 2005  | Little Birdy                                                         | Excite (single)                                                          | |
| 2006  | Fulham Flurries                                                      | It's Only A Game: Hits & Misses From the Crazy World of British Football | |
| 2006  | Yuna Itō                                                             |                                                                          | Single au Japon pour une publicité pour Daihatsu |
| 2006  | Faster Pussycat                                                      | The Power and the Glory Hole                                             | |
| 2007  | Ira Losco                                                            | Something to Talk About                                                  | |
| 2008  | The Coconutz                                                         |                                                                          | En hawaïen pour le film Sans Sarah rien ne va |
| 2009  | The Humans : Toyah Willcox, Bill Rieflin, Chris Wong et Robert Fripp |                                                                          | Single en téléchargement |
| 2009  | Maria de Medeiros et The Legendary Tigerman                          | Femina                                                                   | |
| 2013  | Olivia Holt                                                          | Shake It Up: I Love Dance                                                | |

## Parodies
- Dans un épisode de Minus et Cortex, Pinky chante une parodie intitulée These Fins Are Made For Swimmin' (« Ces nageoires sont faites pour nager »).
- En 2006, Miss Piggy chante une parodie appelée These Bites Are Made For Poppin' pour une publicité de Pizza Hut.
- Pink a parodié le clip vidéo de Jessica Simpson dans sa chanson de 2006 Stupid Girls.
- Dans un épisode de Mon oncle Charlie, lorsque Evelyn parle de son passé, elle se souvient d'avoir chanté la chanson These Boots Are Made For Walkin' . À la fin de l'épisode, Charlie joue la chanson au piano et Evelyn la chante.
- Dans le film Tueurs nés, dans la scène où Mickey est appréhendée par la police, Mallory chante le refrain à Scagnetti.
- Dans un épisode de Batman : L'Alliance des héros, Huntress dit à Blue Beetle que « ces bottes ont été faites pour piétiner ! »
- Dans l'épisode des Simpson Vendetta,  Tahiti Bob chante la chanson tout en écrasant le raisin pour le vin.
- Dans l'album de bande dessinée Alias Lord X de la série Clifton, la chanson est diffusée par la chaussure radio que Clifton est en train d'essayer de réparer dans les toilettes d'un camp d'entrainement pour mercenaires. Puis un court-circuit la fait exploser.
- MADtv a créé une parodie du clip intitulée The Dukes Are Not Worth Watching (« Shérif, fais-moi peur ne vaut pas la peine qu'on le regarde »), avec Nicole Parker jouant le rôle de Jessica Simpson.

## Source de la traduction
- (en) Cet article est partiellement ou en totalité issu de l’article de Wikipédia en anglais intitulé « These Boots Are Made For Walkin' » (voir la liste des auteurs).